# Brit Awards 1997
17 ceremonia rozdania BRIT Awards, prestiżowych nagród wręczanych przez Brytyjski Przemysł Fonograficzny odbyła się 24 lutego 1997 roku. Wydarzenie to miało miejsce po raz drugi w Earls Court w Londynie w Wielkiej Brytanii.

## Nominacje i zwycięzcy
| Brytyjski album roku | Utwór roku |
| --- | --- |
| - Manic Street Preachers – Everything Must Go - Kula Shaker – K - Lighthouse Family – Ocean Drive - George Michael – Older - Ocean Colour Scene – Moseley Shoals | - Spice Girls – "Wannabe" - Babybird – "You’re Gorgeous" - Kula Shaker – "Tattva" - Lighthouse Family – "Lifted" - Manic Street Preachers – "A Design for Life" - George Michael – "Fastlove" - Mark Morrison – "Return of the Mack" - Oasis – "Don’t Look Back in Anger" - The Prodigy – "Firestarter" - Underworld – "Born Slippy" |
| Najlepszy brytyjski artysta | Najlepsza brytyjska artystka |
| - George Michael - Mark Morrison - Mick Hucknall - Sting - Tricky                                                                                                | - Gabrielle - Dina Carroll - Donna Lewis - Eddi Reader - Louise |
| Najlepsza brytyjska grupa | Najlepszy nowy wykonawca |
| - Manic Street Preachers - Kula Shaker - The Lightning Seeds - Ocean Colour Scene - Spice Girls                                                                  | - Kula Shaker - Alisha’s Attic - Ash - Babybird - The Bluetones - Lighthouse Family - Longpigs - Mansun - Mark Morrison - Skunk Anansie - Space - Spice Girls |
| Najlepszy artysta międzynarodowy | Najlepsza artystka międzynarodowa |
| - Beck - Babyface - Bryan Adams - Prince - Robert Miles | - Sheryl Crow - Céline Dion - Joan Osborne - Neneh Cherry - Toni Braxton |
| Najlepszy zespół międzynarodowy | Najlepszy nowy wykonawca międzynarodowy |
| - The Fugees - Boyzone - Presidents of the USA - R.E.M. - The Smashing Pumpkins                                                                                  | - Robert Miles - Fun Lovin Criminals - Joan Osborne - Presidents of the USA - The Tony Rich Project |